# Mirador (série télévisée)
Pour les articles homonymes, voir Mirador.
Mirador est une série télévisée québécoise créée par Daniel Thibault et Isabelle Pelletier, réalisée par Louis Choquette, dont les deux premières saisons de dix épisodes chacun ont été diffusés entre le 6 janvier 2010 et le 15 novembre 2011 à la Télévision de Radio-Canada. Une troisième saison de six épisodes diffusée du 29 au 31 août 2016 à Séries+.

## Synopsis
La série présente un cabinet national de relations publiques dont le personnel doit s'assurer que la seule vérité connue soit celle que ses clients désirent faire croire. Son but est d'étouffer les scandales et de tout faire pour que l'image de ses clients soit toujours reluisante.

## Fiche technique
- Producteur exécutifs : Jocelyn Deschênes, François Rozon, Mélanie Lamothe et Vincent Gagné
- Productrice : Myrianne Pavlovic
- Auteurs : Daniel Thibault (saisons 1 et 2) Isabelle Pelletier (saisons 1 et 2) et Jacques Savoie (saison 3)[3]
- Réalisateur : Louis Choquette
- Directeur de la photographie : François Dutil
- Direction artistique : Jean Babin
- Création des costumes : Elisabeth Morad
- Montage : Claude Palardy
- Son : Jean Camden, Robert Labrosse, Benoît Dame (saison 2) et Martin M. Messier
- Productrice déléguée : Carole Vaillancourt
- Musique originale : Christian Clermont
- Distribution des rôles : Daniel Poisson et Pierre Pageau
- Script-éditrice : Myrianne Pavlovic
- Société de production : Encore Télévision et Sphère Média Plus

## Distribution
- Patrick Labbé : Philippe Racine
- Gilles Renaud : Richard Racine
- David La Haye : Luc Racine
- Catherine Trudeau : Chantale Boutin
- Marie-Ève Milot : Geneviève Mallard
- Steve Laplante : Alexandre Dalphond
- Pascale Bussières : Véronique Laplace
- Sébastien Delorme : Carl Imbeault
- Evelyne Brochu : Mylène Émard
- Benoît Gouin : Sylvain Choquette « animateur de Radio CMTL »
- Geneviève Rochette : Lydia Derecho
- Nathalie Coupal : Michèle Barry
- Pierre Mailloux : Jean Francœur
- Muriel Dutil : Mme Sauvé
- Tony Robinow : Frank Cheney
- Normand Daneau : Daniel Malenfant
- Louis-Georges Girard : Jacques Paulin
- Valérie Valois : Marie-Ève Dupré
- Édith Paquet : Sophie
- Violette Chauveau : Dominique Baril
- Monia Chokri : Patricia
- Anthony Lemke : Peter Garrett
- Hugo Dubé : Yves Bisson
- Thérèse Perreault : Monique
- Sébastien Beaulac : agent GNC
- Hynda Benabdallah : Habida Mehsud
- Bill Rowat : Jeffrey Goodman
- Stéphane Jacques : Vincent Perrizolo
- Jeff Boudreault : Paul Boissé
- Roberto Mei : Marc Asselin
- Christian Essiambre : Martin Blais
- Neil de Albuquerque : Nurse Tony
- Paul Doucet : Louis-François Bleau
- Sébastien Roberts : Russell Dayan
- Annick Bergeron : Élisabeth Groulx
- Lise Roy : Sylvianne Roberge
- Emmanuel Charest : Charles Désilets
- Suzanne Lemoine : Mme Jean
- Fayolle Jean : Charles Jean-Baptiste
- Jacques Lussier : René Duval
- Renée Cossette : Gisèle Claude
- Lisette Guertin : Céline
- Jean Harvey : Boileau
- Christian Bégin : Gérard Coulombe
- Normand Canac-Marquis : Charles Tabouteau
- Claude Despins : Claude Passereau
- Ginette Boivin : Dr Giroux
- Germain Houde : Pierre Robichaud
- Isabelle Gaumont : journaliste
- Emily Shelton : Maki Nomura
- Marc Béland : Paul Corbeil (2010)
- Josée Guindon : Dr Blanchet (2010)
- Thomas Lalonde : Philippe Racine, jeune
- Christian De La Cortina : Antonio Gomez (2010)
- Victor Andrés Trelles Turgeon : Leandro (2010)
- Nadja David : infirmière
- Stéphan Allard : médecin
- Max Walker : Luc Racine, jeune
- Claude Prégent : Jacques Blackburn
- Monica Dokupil : Nathalie Morrissette
- Antoine Pilon : Antoine (2011)
- Denis LaRocque : Marcel
- Louise Cardinal : technicienne échographie
- Monik Vincent : Mme Jobin (2011)
- Jacques Allard : Denis Tremblay
- Jean-François Boudreau : Réal Therrien
- Guy-Daniel Tremblay : Raymond
- Louise Marleau : Élisabeth (2010)
- Vincent Leclerc : Rémi St-Jacques
- Paul-Patrick Hébert : Rémi
- Christopher Heyerdahl : Grenier (2010)
- Serge Bonin : ambulancier (2010)

## Épisodes
| 1. Le Syndrome de Pinocchio 2. De l'amour et du pardon 3. Nourrir la bête 4. Vulnérabilités 5. Le Choc du réel 6. La vérité est une salope 7. La Superposition d'états 8. Le Langage du corps 9. Le Principe de transparence 10. La Spirale du silence | 1. Agents provocateurs 2. Agents provocateurs II 3. Croire 4. L'Énergie du vide 5. L'Objet du désir 6. Corps Étranger 7. La Perte de l'innocence 8. Vases communicants 9. Le Bruit et la fureur 10. Vérités et conséquences |

### Troisième saison (2016)
1. La Tour de cristal
2. Le Talon d'Achille
3. L'Ennemi invisible
4. Le Diagnostic
5. Sleeper
6. Une journée dans la vie

La 3e saison a pour titre Mirador, l'ultime saison.

## Commentaires
Même si une troisième saison avait été planifiée, le projet a été arrêté quand il était en cours d'écriture avec l'accord de tous les partis. Le couple d'auteurs Daniel Thibault et Isabelle Pelletier, ont choisi d'accorder du temps à leur fils gravement malade. Ils ont expliqué leur choix par la complexité de l'univers de Mirador et qu'ils ne pensaient pas pouvoir fournir la même intensité que dans les deux premières saisons étant donné les circonstances.
La troisième saison est donc arrivée près de 5 ans après la fin de la seconde, alors que Jacques Savoie a pris le relais pour la scénarisation.

## Personnages

### Philippe Racine
Âgé de 37 ans, Philippe est responsable de la cellule de crise de Mirador. Il y travaille depuis qu'il a 16 ans, puisque l'entreprise appartient à son père.

### Véronique Laplace
Véronique a 37 ans et est photographe pour le quotidien L’Observateur. De renommée reconnue, elle hésite entre s'investir dans son métier pour travailler à l'international et fonder une famille. Elle est l'ex-copine de Philippe.

### Richard Racine
Il est le président-directeur général (PDG) de l'entreprise ainsi que le père de Philippe et de Luc. À 61 ans, son nom n'est plus à faire dans le monde des communications, son talent étant reconnu par tous les gens du milieu.

### Luc Racine
Il s'agit du fils aîné de Richard, âgé de 39 ans. Comme son frère, il est membre de la cellule de crise de Mirador, mais aussi responsable des relations avec les médias. Il a une ambition débordante et compte, malgré ses points faibles, gravir les échelons dans l'entreprise de son père. Jaloux de son frère cadet, il ne manque aucune occasion pour tenter de retrouver le poste de pouvoir qu'il avait obtenu avant que son frère ne revienne au sein de Mirador.

### Mylène Émard
Elle a 27 ans, d'une beauté incontestable et fait l'envie de Philippe. Après s'être jointe à l'équipe de Mirador, elle occupe le poste de coordonnatrice.

### Chantale Boutin
Âgée de 37 ans, Chantale est l’organisatrice en chef des opérations de Mirador.

### Alexandre Dalphond
Alexandre a 28 ans et exerce la fonction de spécialiste en rétroaction et analyse médias pour Mirador. Le qualificatif « nerd » définit bien sa personnalité.

### Geneviève Mallard
Perfectionniste, Geneviève est coordonnatrice pour Mirador. À 22 ans, tous les membres de la boîtes lui reconnaissent son efficacité, bien que celle-ci ne soit pas d'accord.

### Carl Imbeault
Il est un journaliste sportif de 31 ans travaillant pour le réseau CBN. Ex-vedette olympique québécoise, il a remporté trois médailles d'or. Il est présentement en couple avec l'ex-blonde de Philippe. Bien qu'il œuvre à la radio, il aspire à faire de la télévision.